# Бишесари, Элис
Элис Штефан Бишесари (швед. Elis Ștefan Bishesari; род. 19 мая 2005, Стокгольм) — шведский футболист, вратарь «Гётеборга».

## Клубная карьера
Является воспитанником «Броммапойкарны». Выступал за юношеские команды клуба. В ноябре 2022 года перешёл в «Гётеборг», с которым подписал молодёжный контракт, рассчитанный на четыре года. В сезоне 2023 года выступал за клуб в молодёжном первенстве, а также из-за травмы Понтуса Дальберга стал привлекаться к тренировкам с основным составом. 1 апреля 2024 года в матче первого тура нового сезона против «Юргордена» дебютировал в чемпионате Швеции. На следующий день подписал с клубом первый профессиональный контракт, рассчитанный на четыре года.

## Клубная статистика
| Выступление      | Выступление      | Выступление      | Лига | Лига | Кубки | Кубки | Конт. кубки | Конт. кубки | Итого | Итого |
| Клуб             | Лига             | Сезон            | Игры | Голы | Игры  | Голы  | Игры        | Голы        | Игры  | Голы  |
| ---------------- | ---------------- | ---------------- | ---- | ---- | ----- | ----- | ----------- | ----------- | ----- | ----- |
| Гётеборг         | Алльсвенскан     | 2024             | 1    | -4   | 0     | 0     | 0           | 0           | 1     | -4    |
| Гётеборг         | Итого            | Итого            | 1    | -4   | 0     | 0     | 0           | 0           | 1     | -4    |
| Всего за карьеру | Всего за карьеру | Всего за карьеру | 1    | -4   | 0     | 0     | 0           | 0           | 1     | -4    |